# Celestus haetianus
Espèce
Statut de conservation UICN

 EN B1ab(iii) : En danger
Synonymes
- Wetmorena haetiana Cochran, 1927
- Wetmorena haetiana mylica Schwartz, 1965
- Wetmorena haetiana surda Schwartz, 1965

Celestus haetianus est une espèce de sauriens de la famille des Diploglossidae.

## Répartition
Cette espèce est endémique d'Hispaniola. 

## Liste des sous-espèces
Selon The Reptile Database (25 mai 2012) :
- Celestus haetianus haetianus (Cochran, 1927)
- Celestus haetianus mylicus (Schwartz, 1965)
- Celestus haetianus surdus (Schwartz, 1965)

## Étymologie
Cette espèce est nommée en référence au lieu de sa découverte, Haïti.

## Publications originales
- Cochran, 1927 : A new genus of anguid lizards from Haiti. Proceedings of the Biological Society of Washington, vol. 40, p. 91-92 (texte intégral).
- Schwartz, 1965 : Two new subspecies of the anguid lizard Wetmorena from Hispaniola. Proceedings of the Biological Society of Washington, vol. 78, p. 39-48 (texte intégral).